# The Thumb (berg i Australien)
The Thumb är ett berg i Australien. Det ligger i regionen Cassowary Coast och delstaten Queensland, omkring 1 200 kilometer nordväst om delstatshuvudstaden Brisbane. Toppen på The Thumb är 185 meter över havet. The Thumb ligger på ön Hinchinbrook Island.
Trakten är glest befolkad. 
I omgivningarna runt The Thumb växer i huvudsak städsegrön lövskog. Genomsnittlig årsnederbörd är 1 995 millimeter. Den regnigaste månaden är februari, med i genomsnitt 509 mm nederbörd, och den torraste är augusti, med 20 mm nederbörd.